# Carlos de Gereda y de Borbón

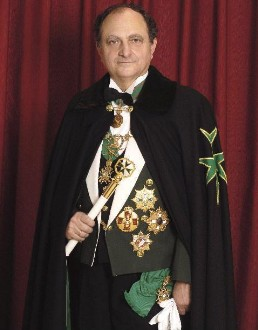

Don Carlos de Gereda y de Borbón, Markiz de Almazán (ur. 24 stycznia 1947 w Montevideo, zm. 29 sierpnia 2017 w Madrycie) – Iure uxoris markiz Almazán, wielki mistrz obediencji maltańskiej zakonu lazarytów.
Urodził się jako trzeci syn Nicolasa Gereda y Bustamente i Marii Luisy de Borbón y Pinto, córki Alberto de Borbón y d’Ast, księcia Santa Elena.
Ożenił się z Marią de las Nieves de Castellano y Barón (ur. 1947), markizą de Almazán. 14 września 2008 w Manchesterze został wybrany 49. Wielkim Mistrzem ponownie zjednoczonych obediencji maltańskiej i paryskiej Zakonu Rycerzy i Szpitalników świętego Łazarza z Jerozolimy.